# 勒克什哈佐
勒克什哈佐，是匈牙利贝凯什州所辖的一个村。总面积52.02平方公里，总人口1812，人口密度34.8人/平方公里（2011年1月1日）。